# 서벵골주
서벵골주(벵골어: পশ্চিমবঙ্গ [poʃtʃim bɔŋɡo], 영어: West Bengal 웨스트벵골[*])는 인도 동북부에 있는 주이다. 인구는 약 9천만 명으로 인도에서 네 번째로 많으며, 면적은 88,750 km2이다. 주도는 콜카타로 인도에서 세 번째로 인구가 많은 도시이다. 동쪽으로 국경을 접하는 방글라데시와 함께 벵골 지방에 속한다. 벵골인이 주민의 다수를 차지하며, 주로 힌두교를 믿는다. 고대 벵골 지역은 반가, 라다, 푼드라, 수마와 같은 여러 자나파다의 영역이었다. 기원전 2세기에 아소카에 의해 정복되었고, 4세기에는 굽타 제국에 흡수되었다. 13세기부터는 여러 술탄에 의해 지배되었으며, 18세기에 영국에 정복되었다.

## 지리
갠지스강과 브라마푸트라강 하류 연안의 평야 지대에 위치한다. 서쪽으로 오디샤 주·자르칸드 주·비하르 주, 북쪽으로 시킴 주, 동쪽으로 아삼 주에 접하며, 동쪽으로 방글라데시와 긴 국경선으로 면하고 북쪽과 서쪽으로 부탄·네팔과 국경을 이루고 있다. 남쪽은 벵골만에 면한다.

## 역사
현재의 서벵골 주는 역사적으로 벵골로 불리는 지역의 일부로, 오래전부터 독자적인 역사를 형성해 온 곳이다. 예로부터 힌두교 문화가 꽃을 피웠으나, 불교와 이슬람교의 영향도 받았다. 16세기부터 무굴 제국이 지배하였는데, 그즈음부터 서양 세력이 침투하였고 17세기에는 영국 동인도 회사의 세력이 본격적으로 침략하여 결국 영국의 지배를 받게 되었다. 영국은 갠지스 강 하류 지역에 캘커타를 건설하여 침략의 거점으로 삼았고, 영국령 인도 제국을 형성한 후 그 수도로 지정하여 인도 지배의 중심지로 만들었다. 제국의 수도는 1912년 뉴델리로 옮겨졌으나, 캘커타는 계속 교통과 경제의 중심지로 발전하여 인구가 크게 늘어났다.
벵골 지역은 영국령 인도제국의 벵골주였다가, 영국의 벵골 분할령으로 인해 동벵골과 서벵골로 분할되었다. 인도가 독립한 1947년에 이슬람교도가 많은 동벵골은 파키스탄의 일부인 동파키스탄이 되고, 서벵골은 인도의 주가 되었다. 당시 동파키스탄 영역 내에도 힌두교 신자가 많았기 때문에 이들이 국경을 넘어 난민으로 유입되어 큰 혼란이 일어났다. 1971년 방글라데시 독립전쟁(제3차 인도-파키스탄 전쟁)의 결과, 동파키스탄이 파키스탄으로부터 독립하여 방글라데시 인민 공화국이 수립되었다. 이 때에도 방글라데시 독립 전쟁 여파로 많은 난민이 서벵골 주로 들어왔다.

## 주민
주민의 대다수는 벵골인이며, 비하리인 등 여러 소수민족이 있다. 서벵골 주의 공용어는 벵골어와 영어이다. 다르질링 행정구 중 세 하위 지역에서는 네팔어도 공용어의 지위를 가진다. 주민의 70% 이상이 힌두교 신자이며, 4분의 1 정도는 이슬람교 신자이다. 인구는 1951년에 2600만 명이었던 것이 2010년에는 9000만 명을 넘어섰다.
| 연도                  | 인구       | ±%     |
| --------------------- | ---------- | ------ |
| 1901                  | 16,940,088 | —      |
| 1911                  | 17,998,769 | +6.2%  |
| 1921                  | 17,474,348 | −2.9%  |
| 1931                  | 18,897,036 | +8.1%  |
| 1941                  | 23,229,552 | +22.9% |
| 1951                  | 26,300,000 | +13.2% |
| 1961                  | 34,926,000 | +32.8% |
| 1971                  | 44,312,000 | +26.9% |
| 1981                  | 54,581,000 | +23.2% |
| 1991                  | 68,078,000 | +24.7% |
| 2001                  | 80,176,000 | +17.8% |
| 2011                  | 91,276,115 | +13.8% |
| 2022                  | 98,604,000 | +8.0%  |
| 출처: Census of India |            |        |

## 교육
카라그푸르엔 1951년에 첫 인도 공과대학교로 창립된 인도 공과대학교 카라그푸르(IIT Kharagpur)가 위치해 있다. 주도인 콜카타에는 캘커타 대학교가 위치해 있다.

## 행정 구역

서벵골 주의 행정구

서벵골주는 현재 23개 행정구로 나뉜다.